# 赫拉德茨-克拉洛韦
赫拉德茨-克拉洛韦（捷克語：Hradec Králové，捷克語發音：[ˈɦradɛts ˈkraːlovɛː] ⓘ，柯尼希格雷茨，意为“皇家城堡”）是捷克的一座城市，赫拉德茨-克拉洛韦州州府。食物处理技术、光化学和电子制造业是该市的主要经济活动。

## 友好城市
- 義大利 亚历山德里亚
- 荷蘭 阿纳姆
- 斯洛伐克 班斯卡-比斯特里察
- 德国 吉森
- 卡什泰拉
- 法國 梅斯
- 波蘭 瓦乌布日赫
- 波蘭 弗罗茨瓦夫